# ایمیر (مرزیفون)
ایمیر (به ترکی استانبولی: Eymir) یک منطقهٔ مسکونی در ترکیه است که در مرزیفون واقع شده‌است.